# Wariancja
Wariancja – miara zmienności zmiennej losowej będąca wartością oczekiwaną kwadratu różnicy wartości zmiennej losowej X i jej wartości oczekiwanej. W statystyce opisowej obliczana jest jako średnia arytmetyczna kwadratów odchyleń (różnic) poszczególnych wartości cechy od średniej.
Wariancja zmiennej losowej {\displaystyle X,} oznaczana jako {\displaystyle \operatorname {Var} [X]} lub {\displaystyle D^{2}(X),} zdefiniowana jest wzorem:
{\displaystyle \operatorname {Var} [X]=E[(X-\mu )^{2}],}
gdzie:
{\displaystyle E[\dots ]} jest wartością oczekiwaną zmiennej losowej podanej w nawiasach kwadratowych,
{\displaystyle \mu } jest wartością oczekiwaną zmiennej {\displaystyle X.}
Innym, często prostszym, sposobem wyznaczania wariancji jest wzór:
{\displaystyle D^{2}(X)=E(X^{2})-[E(X)]^{2}.}
Wariancja jest momentem centralnym drugiego rzędu zmiennej losowej.
Jeżeli ponadto {\displaystyle \mathbb {E} X^{2}\leqslant \infty } oraz {\displaystyle {\mathcal {G}}} jest σ-ciałem zdarzeń, to wariancją warunkową nazywamy:
{\displaystyle \operatorname {Var} (X|{\mathcal {G}}):=\mathbb {E} {\Big (}{\big (}X-{\mathcal {E}}(X|{\mathcal {G}}){\big )}^{2}{\Big |}\ {\mathcal {G}}{\Big )}.}

## Statystyka opisowa
Jako jedna z najpopularniejszych miar w statystyce opisowej służąca do opisu danego kompletnego zbioru danych, wariancja zdefiniowana jest dla zbioru obserwacji z cechą {\displaystyle x} wzorem:
{\displaystyle S^{2}(x)={\frac {\sum _{i=1}^{N}(x_{i}-{\overline {x}})^{2}}{N}},}
gdzie {\displaystyle {\overline {x}}} oznacza średnią wartość cechy, a {\displaystyle N} liczebność zbioru.
Wyrażona jest w jednostkach miary badanej cechy podniesionych do kwadratu.

### Dane pogrupowane
W przypadku obliczania wariancji dla danych pogrupowanych w postaci szereg rozdzielczego punktowego, wykorzystuje się wzory:
{\displaystyle S^{2}(x)={\frac {\sum _{i=1}^{k}(x_{i}-{\overline {x}})^{2}\cdot n_{i}}{n}}={\frac {\sum _{i=1}^{k}x_{i}^{2}\cdot n_{i}}{n}}-{\overline {x}}^{2},}
gdzie {\displaystyle k} oznacza liczbę klas szeregu punktowego, {\displaystyle n_{i}} – liczebność i-tej klasy, a {\displaystyle n} – liczebność całej zbiorowości (odpowiednik {\displaystyle N} we wzorze powyżej).
W przypadku szeregu rozdzielczego przedziałowego za wartość {\displaystyle x} przyjmuje się środki poszczególnych przedziałów {\displaystyle ({\overset {.}{x}})}:
{\displaystyle S^{2}(x)={\frac {\sum _{i=1}^{k}({\overset {.}{x}}_{i}-{\overline {x}})^{2}\cdot n_{i}}{n}}={\frac {\sum _{i=1}^{k}{\overset {.}{x}}_{i}^{2}\cdot n_{i}}{n}}-{\overline {x}}^{2}.}
Ze względu na przyjęcie jako reprezentacji przedziałów wartości środkowych {\displaystyle {\overset {.}{x}},} wariancja liczona według powyższego wzoru jest przybliżeniem wariancji dla danych kompletnych.

## Estymatory
Wariancja próby losowej o wartościach {\displaystyle x_{i},} gdzie {\displaystyle i=1,2,3,\dots ,} jest następująca:
{\displaystyle \sigma ^{2}=\lim _{n\to \infty }{\frac {1}{n}}\sum _{i=1}^{n}\left(x_{i}-{\overline {x}}\right)^{2}.}
Wariancję dla populacji można estymować za pomocą n-elementowej próby losowej. Estymator największej wiarygodności:
{\displaystyle s^{2}={\frac {1}{n}}\sum _{i=1}^{n}\left(x_{i}-{\overline {x}}\right)^{2}}
jest zgodnym, lecz obciążonym estymatorem wariancji (jest nieobciążony asymptotycznie). Innymi słowy, gdybyśmy z populacji losowali próbkę wielokrotnie i obliczali jego wyniki, to ich średnia nie byłaby równa wariancji w całej populacji. Dlatego też częściej używa się również zgodnego, lecz nieobciążonego estymatora:
{\displaystyle s^{2}={\frac {1}{n-1}}\sum _{i=1}^{n}\left(x_{i}-{\overline {x}}\right)^{2}.}
W przypadku, gdy znamy dokładną wartość oczekiwaną {\displaystyle \mu } w populacji, wówczas estymator
{\displaystyle s^{2}={\frac {1}{n}}\sum _{i=1}^{n}\left(x_{i}-\mu \right)^{2}}
jest już nieobciążony i zgodny.

## Własności wariancji
Dla zmiennych losowych {\displaystyle X,} {\displaystyle Y} i dowolnych stałych {\displaystyle a,\ b,\ c} zachodzą następujące własności:
1. {\displaystyle D^{2}(c)=0}
Dowód. Korzystając z własności wartości oczekiwanej (wartość oczekiwana stałej jest równa tej stałej), mamy:
{\displaystyle D^{2}(c)=E[(c-Ec)^{2}]=E[0^{2}]=E[0]=0.}
2. {\displaystyle D^{2}(X)\geqslant 0}
Dowód. Korzystamy z własności wartości oczekiwanej mówiącej o tym, że jeżeli zmienna losowa jest dodatnio określona prawie wszędzie to jej wartość oczekiwana jest dodatnia. Ponieważ zmienna losowa {\displaystyle (X-EX)^{2}} jest dodatnio określona, mamy:
{\displaystyle D^{2}(X)=E[(X-EX)^{2}]\geqslant 0.}
3. {\displaystyle D^{2}(a\cdot X)=a^{2}\cdot D^{2}(X)}
Dowód. Korzystając z definicji wariancji, a następnie z liniowości wartości oczekiwanej mamy:
{\displaystyle {\begin{aligned}&D^{2}(a\cdot X)\\={}&E[(aX-E(aX))^{2}]\\={}&E[(aX-aEX)^{2}]\\={}&E[(a(X-EX))^{2}]\\={}&E[a^{2}(X-EX)^{2}]\\={}&a^{2}E[(X-EX)^{2}]\\={}&a^{2}\cdot D^{2}(X).\end{aligned}}}
4. {\displaystyle D^{2}(X+b)=D^{2}(X)}
Dowód. Korzystamy z własności wartości oczekiwanej mówiącej o tym, że {\displaystyle Ec=c} dla {\displaystyle c} stałej i z liniowości:
{\displaystyle {\begin{aligned}&D^{2}(X+b)\\={}&E[(X+b-E(X+b))^{2}]\\={}&E[(X+b-EX-Eb)^{2}]\\={}&E[(X+b-EX-b)^{2}]\\={}&E[(X-EX)^{2}]\\={}&D^{2}(X).\end{aligned}}}
5. {\displaystyle D^{2}(X\pm Y)=D^{2}(X)+D^{2}(Y)\pm 2\operatorname {Cov} (X,Y)} w ogólnym przypadku; (gdzie {\displaystyle \operatorname {Cov} (X,Y)} to kowariancja)
Dowód. Sprawdzone zostanie tylko twierdzenie dla sumy, twierdzenie dla różnicy rozwiązuje się analogicznie. Czyli mamy:
{\displaystyle {\begin{aligned}&D^{2}(X+Y)\\={}&E[(X+Y-E(X+Y))^{2}]\\={}&E[(X+Y-EX-EY)^{2}]\\={}&E[((X-EX)+(Y-EY))^{2}]\\={}&E[(X-EX)^{2}+2(X-EX)(Y-EY)+(Y-EY)^{2}]\\={}&\dots \end{aligned}}}
Korzystając z liniowości wartości oczekiwanej i definicji kowariancji, mamy:
{\displaystyle {\begin{aligned}\dots ={}&E[(X-EX)^{2}]+2E[(X-EX)(Y-EY)]+E[(Y-EY)^{2}]\\={}&D^{2}(X)+D^{2}(Y)+2\operatorname {Cov} (X,Y).\end{aligned}}}
Z powyższego twierdzenia łatwo wysnuć wniosek, że jeżeli zmienne {\displaystyle X} i {\displaystyle Y} są niezależne, zachodzi:
{\displaystyle D^{2}(X\pm Y)=D^{2}(X)+D^{2}(Y).}
Pierwiastek kwadratowy z wariancji definiujemy jako odchylenie standardowe.
Pierwiastek z estymatora nieobciążonego wariancji jest często używany jako estymator odchylenia standardowego, jednak jest wówczas obciążony (zobacz odchylenie standardowe).